# Ибитиура-ди-Минас
Ибитиура-ди-Минас (порт. Ibitiúra de Minas) — муниципалитет в Бразилии, входит в штат Минас-Жерайс. Составная часть мезорегиона Юг и юго-запад штата Минас-Жерайс. Входит в экономико-статистический микрорегион Посус-ди-Калдас. Население составляет 3382 человека на 2007 год. Занимает площадь 78,386 км². Плотность населения — 54,9 чел./км².
Праздник города — 1 марта.

## История
Город основан 30 декабря 1962 года. 

## Статистика
- Валовой внутренний продукт на 2005 год составляет 14 765 000,00 реалов (данные: Бразильский институт географии и статистики).
- Валовой внутренний продукт на душу населения на 2005 год составляет 4009,00 реалов (данные: Бразильский институт географии и статистики).
- Индекс развития человеческого потенциала на 2000 год составляет 0,775 (данные: Программа развития ООН).

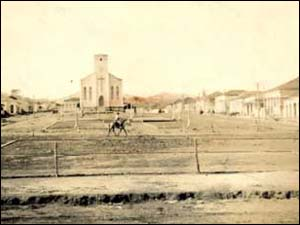
Собор

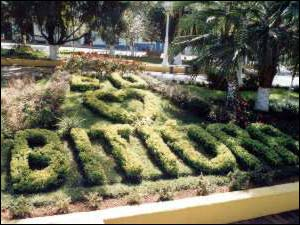